# Gbaya (Volk)
Die Gbaya (auch Gbaja, Baja, Baya) sind ein Volk in Zentralafrika.
Die Volksgruppen der Gbaya leben hauptsächlich in der Zentralafrikanischen Republik, daneben auch im östlichen Zentral-Kamerun, dem Norden der Republik Kongo und dem Nordwesten der Demokratischen Republik Kongo.
Insgesamt gab es zu Beginn des 21. Jahrhunderts etwa 970.000 Gbaya. Sie sind die größte Volksgruppe in der Zentralafrikanischen Republik und stellen dort mittlerweile 34 % der Bevölkerung. Etwa 20 % sind Moslems, die übrigen sind Anhänger von traditionellen Religionen oder Christen (Katholiken, wenige Evangelikale).
Die wichtigen Gbaya-Untergruppen sind Mbodomo, Kara, Lai, Dooka, Buli, Bofi, Biyanda, Gbeya, Suma, Ali, Gbanu (auch Banu; ca. 150.000 Menschen), Mbusuku, Yangere, Bokare, Yayuwe und Bokoto. Die Kulturen der Untergruppen sind verschieden, aber dennoch ähnlich genug, dass man auf einen gemeinsamen Ursprung schließen kann.

Das Schwert der Gbaya, eine gerade Variante der
zentral-afrikanischen Sichelwaffe

## Sprache
Die Gbaya sprechen verschiedene eng verwandte Gbaya-Sprachen, die den oben genannten Untergruppe entsprechen. Die Sprachen bilden ein Dialektkontinuum, das zu einer übergeordneten Adamawa-Ubangi-Sprachgruppe oder zu einer engeren Gruppe der Ubangi-Sprachen gerechnet wird, das zu den Niger-Kongo-Sprachen gehört. Eng verwandt sind die Gbaya in sprachlicher und ethnischer Hinsicht mit den Banda und den Ngbandi. Nicht alle Gruppen können sich wechselseitig verstehen.

## Gesellschaft und Geschichte
Die Gesellschaft der Gbaya ist in patrilinearen Clans organisiert. Exogamie ist die Regel. Traditionell leben die Gbaya in Lehmhäusern mit Kegeldach in umzäunten Dörfern und praktizieren Brandrodungswirtschaft, indem sie Mais (den sie in die Region einführten) und Maniok für Eigenbedarf und zum Verkauf anbauen. Außerdem züchten sie Honigbienen. Von den Fulbe haben die Gbaya auch die Rinderzucht übernommen. Oberhalb der Dorfebene gibt es keine höhere politische Organisation.
Über die Geschichte der Gbaya ist wenig bekannt, die schriftliche Überlieferung beginnt um 1800. Ursprünglich lebten die Gbaya in Kleinkönigtümern zwischen Tschadsee und Benue im Nordosten Nigerias. Sie wanderten im 19. Jahrhundert nach Süden, um den Fulbe auszuweichen, die im Zuge des Dschihad der Fulbe gegen ihre Nachbarn, unter anderem gegen die Gbaya, Krieg führten. Manche Gbaya-Gruppen haben mit den Fulbe kooperiert, andere konnten ihnen widerstehen. Die Gbaya waren wenig vom atlantischen Sklavenhandel betroffen. Durch ihre Kontakte zu den Fulbe beteiligten sie sich jedoch am transsahararischen Sklavenhandel, meist als Sklavenfänger, gelegentlich als Versklavte. Bei ihrer Wanderung verdrängten die Gbaya die Proto-Fang nach Süden.
Der französische Anthropologe François Joseph Clozel und spätere französische Gouverneur des französischen Sudan stellte auf einer Forschungsreise 1894/95 im Auftrag einer Handelsfirma, bei der er sich um Kontakte zu den Häuptlingen bemühte, fest, dass bei den Gbaya Anthropophagie vorkam.
Zu Beginn des 20. Jahrhunderts kamen die Gbaya durch militärische Okkupation unter die deutsche (Deutsch-Kamerun) und französische (Französisch-Äquatorialafrika) Kolonialregierung. Um 1920 erreichten Gbaya christliche Missionare. Bis zum Ende der Kolonialzeit leisteten sie immer wieder Widerstand. Anfang der 1920er Jahre erhoben sie sich gegen die französische Regierung, weil sie zur Zwangsarbeit verpflichtet wurden. 1929 erhoben sie sich erneut, weil sie wiederum zur Arbeit beim Bau der Kongo-Ozean-Eisenbahn verpflichtet wurden. Der zweite Aufstand dauerte drei Jahre und führte zum Tod der meisten Rebellen. Später integrierten die Franzosen einige der Clan-Chefs in ihre Verwaltungsstruktur.
In Kameruner Département Mbéré kam es 1991/92 zu ethnischen Konflikten zwischen Gbaya und Fulbe.